# Mirosław Ponczek
Mirosław Maciej Ponczek (ur. 23 lutego 1947 w Siemoni k. Będzina, zm. 12 lutego 2014 w Sosnowcu) – prof. dr. hab, historyk kultury fizycznej, naukowiec, regionalista.

## Życiorys
Urodził się 23 lutego 1947 r. w miejscowości Siemionia k. Będzina w rodzinie inteligenckiej, jako syn Edwarda i Marianny z domu Milejska. Był absolwentem Liceum Ogólnokształcącego w Wojkowicach-Żychcicach oraz Studium Nauczycielskiego w Cieszynie (kierunek historia). W 1967 r. rozpoczął studia stacjonarne na Wydziale Filozoficzno-Historycznym Uniwersytetu Łódzkiego w Łodzi. Magisterium z historii uzyskał 24 czerwca 1972 r. na podstawie przedłożonej pracy pt. „ONZ a Polska w pierwszych latach po II wojnie światowej 1945–1947”, przygotowanej pod kierunkiem prof. zw. dr. hab. Józefa Dutkiewicza. W trakcie studiów otrzymywał wielokrotnie nagrody rektora za wyniki w nauce. Był członkiem sekcji szermierczej Akademickiego Związku Sportowego (AZS) Uniwersytetu Łódzkiego w Łodzi. Po ukończeniu studiów, w okresie od 1 września 1972 r. do 31 października 1985 r. pracował jako nauczyciel historii w Technikum Energetycznym w Sosnowcu. W tym czasie odbył studia podyplomowe w zakresie politologii na Uniwersytecie Śląskim, które ukończył w 1981 r. W latach 1982–1985 był wykładowcą dydaktyki na Wydziale Nauk Społecznych Uniwersytetu Śląskiego w Katowicach. Stopień naukowy doktora nauk o kulturze fizycznej uzyskał na Akademii Wychowania Fizycznego (AWF) im. Bronisława Czecha w Krakowie w 1984 r. na podstawie pracy „Sport i wychowania fizyczne w działalności organizacji młodzieżowych Zagłębia Dąbrowskiego (1945–1979)”. Promotorem dysertacji doktorskiej był prof. zw. dr hab. Henryk Kocój. 1 września 1985 r. rozpoczął pracę jako adiunkt w Muzeum Śląskim w Katowicach, gdzie był kierownikiem Sekcji Historii Sportu i Turystyki. W 1988 r. ukończył Studium Metodologii Pracy Naukowej (AWF w Katowicach). W latach 1986–1999 był adiunktem w Zakładzie Historii Kultury Fizycznej, wchodzącym w skład Katedry Humanistycznych Podstaw Kultury Fizycznej AWF im. Jerzego Kukuczki w Katowicach. Stopień naukowy doktora habilitowanego nauk o kulturze fizycznej otrzymał w 1999 r. na Wydziale Wychowania Fizycznego AWF im. Eugeniusza Piaseckiego w Poznaniu na podstawie rozprawy habilitacyjnej pt. „Kultura fizyczna w polskich katolickich organizacjach młodzieżowych II Rzeczypospolitej”. Tytuł profesora nauk o kulturze fizycznej otrzymał w 2007 r., nadany przez Prezydenta Rzeczypospolitej Polskiej Lecha Kaczyńskiego. Od 1 października 1999 r. był kierownikiem Katedry Humanistycznych Podstaw Kultury Fizycznej i Zakładu Historii Kultury Fizycznej AWF w Katowicach, natomiast od 7 lutego 2001 r. był zatrudniony na stanowisku profesora nadzwyczajnego w AWF w Katowicach. Począwszy od 1 lutego 2008 r., pracował na stanowisku profesora zwyczajnego AWF w Katowicach. W latach 2004–2006 pracował również w Instytucie Wychowania Fizycznego i Sportu na Wydziale Zarządzania Politechniki Częstochowskiej, pełniąc funkcję kierownika Zakładu Historii Kultury Fizycznej. W okresie lat 2008–2013 był zatrudniony na stanowisku profesora zwyczajnego w Katedrze Organizacji Kultury Fizycznej na Wydziale Wychowania Fizycznego Uniwersytetu Rzeszowskiego. Profesor Mirosław Ponczek wypromował kilkuset (ok. 500) magistrów wychowania fizycznego i fizjoterapii oraz 9 doktorów.
Uczestniczył w pracach towarzystw naukowych polskich i międzynarodowych, m.in. był członkiem Polskiego Towarzystwa Historycznego (od 1999 r.), Polskiego Towarzystwa Naukowego Kultury Fizycznej, Sekcji Historii PTNKF (od 2003 r. członek zarządu), Polskiego Towarzystwa Nauk Społecznych o Sporcie (PTNSS, członek zarządu), Międzynarodowego Towarzystwa Nauk Społecznych o Sporcie (International Society for the Social Sciences of Sport, ISSS) i Międzynarodowego Stowarzyszenia Historii Wychowania Fizycznego i Sportu (International Society for the History of Physical Education and Sport – ISHPES), Międzynarodowej Komisji Badań Naukowych Stowarzyszenia IDOKAN Polska, Komisji Historycznej International Martial Arts and Combat Sports Scientific Society (IMACSSS, przewodniczący). Pełnił zaszczytną funkcję członka rad naukowych czasopism naukowych z listy ministerialnej, m.in. był członkiem Rady Naukowej czasopisma „Prace Naukowe Akademii im. Jana Długosza w Częstochowie. Kultura Fizyczna” (2012–2014).

## Publikacje
Profesor Mirosław Ponczek opublikował ponad 260 prac naukowych (w języku angielskim – 20), w tym 7 broszur książkowych, 7 pozycji zwartych pod współredakcją, m.in. z Eligiuszem Małolepszym – „Z dziejów kultury fizycznej w Polsce i wśród Polaków na obczyźnie w latach 1918–1939” (2001) oraz z E. Małolepszym i A. Nowakowskim – „Wybrane problemy z najnowszych dziejów kultury fizycznej w Polsce (po 1918 roku)” (1997), a także 3 publikacje zwarte pod własną redakcją. Jest autorem 12 książek (w tym jedna we współautorstwie): 
- „Rozwój kultury fizycznej w Zagłębiu Dąbrowskim w latach 1864–1939” (1992)[5]

- „Z przeszłości ruchu sportowego w Zagłębiu Dąbrowskim do 1939 roku” (1992)[6]
- „Kultura fizyczna w polskich katolickich organizacjach młodzieżowych II Rzeczypospolitej” (1997)

- „Męska piłka nożna w stuleciu miasta Sosnowca 1902–2002. Od Klubu Sportowego „Milowice” do Sosnowieckiego Towarzystwa Sportowego „Zagłębie”” (2002)
- „Kultura fizyczna a Kościół Rzymskokatolicki w Polsce po II wojnie światowej 1945–2000” (2003)
- „Kultura fizyczna w dokumentach papieskich i Episkopatu Polski w pierwszym dziesięcioleciu III Rzeczypospolitej 1989–1999” (2003)
- „Kultura fizyczna a Kościół Rzymskokatolicki. Antyk – XX wiek” (2004)
- „O księdzu Walerianie Adamskim – teoretyku wychowania fizycznego w Polsce (1885–1965)” (2006)[7]
- „Dzieje piłki nożnej mężczyzn w Sosnowcu (współautorstwo z Adamem Frycem)” (2006)[8]
- „Ksiądz Leopold Biłko, organizator kultury fizycznej w katolickich organizacjach młodzieżowych w Polsce 1892–1955” (2008)[9]
- „Ze studiów nad powstaniem, rozwojem i upadkiem Górnośląskiego „Sokoła” 1945–1947” (2011)
- „Papieże XX wieku wobec sportu i Igrzysk Olimpijskich” (2013)[10]

## Odznaczenia i nagrody
Profesor Mirosław Ponczek za działalność naukowo-dydaktyczną oraz społeczną otrzymał wiele wyróżnień i odznaczeń.
- Srebrny Krzyż Zasługi (1992)
- Złoty Krzyż Zasługi (2000)
- XX Lat Odrodzonego Sokolstwa Polskiego 1989–1999
- Odznaka za zasługi dla Odrodzonego Sokolstwa Polskiego (2010)
- Zasłużony dla Kultury Polskiej (2011, Minister Kultury i Dziedzictwa Narodowego)[11][12]
- Order Świętego Stanisława III Klasy (2012)
- Nagrodę Rektora AWF Katowice III Stopnia (1990), I Stopnia (1999), II Stopnia (2002), II Stopnia (2004), I Stopnia (2006), III Stopnia (2010)
- Odznaka „Zasłużony dla Miasta Sosnowca” (2014)[13]

## Wybrane prace zbiorowe pod redakcją lub współredakcją Mirosława Ponczka
- „Z dziejów kultury fizycznej na Górnym Śląsku (Rozwój kultury fizycznej na Śląsku w latach 1919 - 1989)”[14]
- „40-lecie Akademii Wychowania Fizycznego w Katowicach”[15]
- „Z dziejów prasy sportowej na Górnym Śląsku i w Zagłębiu (1920-1986)”[16]

## Pozostałe książki autorskie Mirosława Ponczka
- „Dzieje zagłębiowskiego i olkuskiego "Sokoła" do 1939 roku”
- „Towarzystwo Gimnastyczne "Sokół" na Górnym Śląsku : zarys dziejów (1895-1939)”[17]

Dnia 22 lutego 2007 r. Prezydent Rzeczypospolitej Polskiej Lech Kaczyński wręczył mu nominację profesora nauki o kulturze fizycznej.
Profesor Mirosław Ponczek zmarł 12 lutego 2014 roku. Został pochowany na cmentarzu komunalnym przy ulicy Wojska Polskiego w Sosnowcu.